# Неокаллимастиговые
Неокаллимастиговые (лат. Neocallimastigales) — порядок анаэробных грибов, относящийся к монотипному классу Neocallimastigomycetes монотипного отдела Neocallimastigomycota. Содержит, в свою очередь, единственное семейство — Neocallimastigaceae, с шестью родами. Эти грибы встречаются в основном в пищеварительной системе травоядных млекопитающих. У неокаллимастиговых нет митохондрий, взамен этого они используют гидрогеносомы для окисления NADH в NAD+, и выделяют водород H2.

## Роды
- Anaeromyces
- Caecomyces
- Cyllamyces
- Neocallimastix
- Orpinomyces
- Piromyces